# خطوط بان أمريكان العالمية الرحلة 151
طائرة رحلة 151 التابعة لخطوط بان ام وهي من نوع لوكهيد كونستليشن إل-049 ورقم التسجيل هو N88846 وأسمها هو "Clipper Great Republic" كانت في طريقها من أكرا، غانا إلى مونروفيا، ليبيريا، اصطدمت خلال نزولها بأحد التلال على ارتفاع 1050 قدم بجوار قرية تسمى سانويا بمقاطعة بونغ داخل الحدود الليبيرية، وعلى بعد 54 ميل (86 كم) من مطار روبرت بتاريخ 22 يونيو 1951. لم ينج أحد من الحادث وعددهم 31 راكبا بالإضافة إلى 9 طاقم.

## الملخص
أبلغ طاقم تلك الطائرة لمطار روبرت بأن راديو المطار داكار يتداخل مع راديو مطار روبرت في مونروفيا accidents\websearch2251.pdf نسخة محفوظة 27 سبتمبر 2007 على موقع واي باك مشين.</ref>. وبعد ذلك فقدت الطائرة الساعة 0410 في22 يونيو، فتواصل البحث الجوي بدون الوصول إلى أي أثر للطائرة. وفي الساعة 1430 باليوم التالي 23 يونيو وصل أحد أهالي قرية سانوي فأبلغهم بأن هناك طائرة اصطدمت بجانب أحد التلال قبل يوم على بعد 2.4 ميل من القرية وان جميع من كان على متنها قد مات. وبعد يوم من البحث فإن الطائرة التي اختفت باليوم السابق فوق أفريقيا قد وجدت محطمة بالكامل قد تم العثور عليها بالأمس، حسب كلام أحد مسئولي الشركة. فالطائرة قد وجدها بعثة الكشف على بعد 4 أميال جنوب غرب قرية سانوي 45 ميلا شمال شرق مطار روبرت. وكانت الطائرة اصطدمت بقمة تل على ارتفاع 1050 قدم.
وقد تقرر بأن موقع الحادث كان بعيد عن أي تأثير لموجة راديو مطار روبرت. وهذا يشترك مع ماقاله الطيار بأن موجة مطار داكار تدخل مع موجة مطار روبرت، فتم تغيير موجة مطار روبرت لإعطاء تباعد أكثر للموجات ما بين المطارين. الفحوصات على حطام الطائرة لم تعثر على أي خلل ميكانيكي، وأيضا كان بها وقود كاف لمدة ثمان ساعات طيران، الوزن كان من ضمن الحدود المسموح بها، والطقس كان لابأس به.

### السبب
ادت فحوصات هيئة الطيران المدني بأن هذا الحادث قد يكون سببه هو محاولة الطيار بالنزول لمعدل أقل من المسموح به خلال خط سير الرحلة وبدون أي علامات ايجابية تساعده خلال الرحلة.